# Fun-Tastic
Fun-Tastic — второй студийный альбом евродэнс-коллектива Fun Factory, выпущенный в ноябре 1995 года. Один из наиболее успешных альбомов группы.

## Об альбоме
Fun-Tastic сопровождался выходом синглов «Celebration», «I Love You», «Doh Wah Diddy», «I Wanna B with U», «Don’t Go Away» и «Oh Yeah Yeah». Популярность группы в Европе растёт, а синглы попадают в чарты США и Канады.
В 1996 году Смуф Ти принимает решение покинуть коллектив, поэтому видеоклип «I Love You» посвящён ему как соавтору большинства композиций. «I Love You» — первая композиция Fun Factory, в которой звучит рэп-партия Стива, танцора коллектива. «All for You» — это рэп-ремикс «Close 2 You» с дебютного альбома.
В фотосессии к альбому, а также во всех видеоклипах вместо солистки Бальджи Тозун принимала участие Мари-Аннет. Видеоклип на «Oh Yeah Yeah (I Like It)» снят не был по причине распада коллектива в 1997 году.

## Список композиций
| №                   | Название                              | Текст песни                                     | Музыка                       | Длительность |
| ------------------- | ------------------------------------- | ----------------------------------------------- | ---------------------------- | ------------ |
| 1.                  | «Dreaming»                            | Aris, Hardison, Cottura                         | Aris, Cottura                | 5:22         |
| 2.                  | «Celebration» (Radio Party Rap)       | Aris, Cottura                                   | Aris, Cottura                | 3:26         |
| 3.                  | «Do Wah Diddy»                        | Greenwich, Barry, Aris, Hardison, Cottura       | Aris, Cottura                | 4:43         |
| 4.                  | «Oh Yeah Yeah (I Like It)»            | Götzki, Fiedler, Kesselbauer, Hardison, Cottura | Götzki, Fiedler, Kesselbauer | 4:50         |
| 5.                  | «I Love You»                          | Aris, Hardison, Cottura                         | Aris, Cottura                | 4:56         |
| 6.                  | «Don't Fight»                         | Aris, Hardison, Cottura                         | Aris, Cottura                | 5:57         |
| 7.                  | «I Wanna B With U» (B on the Air Rap) | Aris, Hardison, Cottura                         | Aris, Cottura                | 3:33         |
| 8.                  | «Together Forever»                    | Aris, Hardison, Cottura                         | Aris, Cottura                | 6:30         |
| 9.                  | «Don't Go Away»                       | Aris, Hardison, Cottura                         | Aris, Cottura                | 5:09         |
| 10.                 | «All for You» (Close to You 2)        | Aris, Cottura                                   | Aris, Cottura                | 4:20         |
| 11.                 | «Be Good to Me»                       | Götzki, Fiedler, Kesselbauer, Hardison, Cottura | Götzki, Fiedler, Kesselbauer | 4:25         |
| 12.                 | «Back in the Days»                    | Aris, Cottura                                   | Aris, Cottura                | 6:10         |
| Общая длительность: | Общая длительность:                   | Общая длительность:                             | Общая длительность:          | 58:08        |

## Чарты
Альбом
| Год  | Чарт               | Позиция |
| ---- | ------------------ | ------- |
| 1996 | Heatseekers Albums | 28      |

Синглы
| Год  | Сингл                            | Чарт                               | Позиция |
| ---- | -------------------------------- | ---------------------------------- | ------- |
| 1995 | «Celebration / Take Your Chance» | Hot Dance Music/Maxi-Singles Sales | 39      |
| 1996 | «Celebration / Take Your Chance» | Billboard Hot 100                  | 88      |

## В записи участвовали
Информация взята с альбомного буклета
- Бальджа — вокал (не указана)[6]
- Смуф Ти — рэп («Ruthless Rymes»), другое («Freaky Moves»)
- Род Ди — рэп («Rap Attax»)
- Стив — бэк-вокал («Backing Vox»), другое («Crazy Mad Stage Action»)
- Bülent Aris — программирование (кроме 4, 5, 11)
- RMC Music Corp. — программирование (4, 11)
- Amadeus — программирование (5)
- Headcharge — дизайн обложки
- Герхард Линнкогель — фотография
- Мари-Аннет («Lady of the House») (лицо группы)